# Beauprea crassifolia
Espèce
Statut de conservation UICN

 VU D2 : Vulnérable
Beauprea crassifolia est une espèce de plantes à fleurs du genre Beauprea de la famille des Proteaceae.

## Répartition
Beauprea crassifolia est endémique de Nouvelle-Calédonie.